# Miles Higson
Miles Higson (Londres, Reino Unido, 1993) es un actor británico, más conocido por interpretar a Seth Costello en la serie Hollyoaks.

## Carrera
El 20 de julio de 2010, obtuvo su primer papel en televisión importante cuando se unió como personaje recurrente de la exitosa serie británica Hollyoaks, donde interpretó a Seth Costello hasta el 30 de diciembre de 2011. En 2010 apareció de nuevo como Seth en el spin-off de la serie conocida como Hollyoaks: Later. Ese mismo año apareció en el cortometraje Six Minutes of Freedom, donde interpreta a James. En diciembre de 2011 se anunció que Miles dejaría la serie en 2012.

## Filmografía

### Series de televisión
| Año         | Título           | Personaje     | Notas         |
| ----------- | ---------------- | ------------- | ------------- |
| 2015        | Cucumber         | Beanie        | 5 episodios   |
| 2010 - 2011 | Hollyoaks        | Seth Costello | 107 episodios |
| 2010 - 2011 | Hollyoaks: Later | Seth Costello | 7 episodios   |

### Películas
| Año  | Título                 | Personaje | Notas                           |
| ---- | ---------------------- | --------- | ------------------------------- |
| 2010 | Six Minutes of Freedom | James     | corto - junto a Nico Mirallegro |